# Пейре Гийем дьо Лузерна
Пейре Гийем дьо Лузерна (на окситански: Peire Guilhem de Luserna, Peire guiellms, Peire Willems, Peire Guillem, Peire Guillems, Peire Guielm, Peire Guillielm; док. XIII-XIV век) е пиемонтски трубадур.

## Биография и творчество
Италианската идентичност на Пейре е обект на дискусия от 19 век. „Лузерна“ най-вероятно се отнася до Лузерна в Пиемонт – богат и населен по времето на Пейре град на десния бряг на потока Пеличе, разположен на пътя, който минава вътрешно през окситанофонските територии на Виен и Дофине. От друга страна би могло да е Люзерн в долината Леберон, Прованс, по пътя между Реян в Басез-Алп и Ла Бастид де Журдан.
Пейре е в двора на Есте в началото на 1221 г., по време на управлението на Ацо VII, съпруг на Джована, обект на една от песните на Пейре. Преди да пристигне във Ферара, Пейре вероятно е бил в двора на Манфред III от Салуцо. През 1220 г. Аймерик дьо Пегиян, тогава в двора на Маласпина, го споменава в своя творба: Ni un autre tirador / qu'eu no volill dir de Luserna, вмъквайки го в квинтет от окситански поети от Салуцо: Пейре, Персивал Дория, Николето да Торино, Шантарел и Труфарел, всички необичани от Аймерик (който се страхува от конкуренцията им).
По време на осмия конфликт между император Фридрих II и Милано Пейре пише En aquest gai sonet leuger („В тази светлина, весела песен“) – поезия, посветена на Джована. Тази песен може да е приблизително датирана. Фридрих е в конфликт с Милано през 1225–1227 и 1230–1233 г., но най-вероятният момент за правдоподобна датировка е малко след 2 март 1226 г., когато Ломбардската лига е възбновена.
Пейре пише в защита на благородничката Куница да Романо под формата на тенсона с Юк дьо Сен Серк (Qi na Cuniça guerreia, „Кой се бие за лейди Куница“) – една кобла esparsa, която започва със стиха Be.s met en gran aventura ( „Добре се излага на голям риск“), религиозна песен за Дева Мария (Ai, Vergena, en cui ai m'entendenza!, „Ах, Дево, към която се обръщат мислите ми!“) и кансу-то No.m fai chantar amors ni drudaria („Пеенето не ме кара да обичам или да се осмелявам“).